# Mordechai Hod
Mordechai "Mottie" Hod (în ebraică מרדכי הוד; n. 28 septembrie 1926, Palestina sub mandat britanic, Regatul Unit al Marii Britanii și Irlandei – d. 29 iunie 2003, Israel) a fost un general israelian, care s-a făcut remarcat în Războiul de Șase Zile (1967). 
În perioada aprilie 1966 - mai 1973, generalul Mordechai Hod a fost comandant al Forțelor Aeriene ale Israelului.
Mordechai Hod s-a născut sub numele Mordechai Fein în kibuțul Degania Alef, în Palestina sub regim mandatar britanic, ca fiu al lui Yossef Fein.  
După ce a absolvit un liceu agricol, în anul 1944. în zilele celui de-al Doilea Război Mondial s-a înrolat în armata britanică și a servit ca șofer într-companie de transport pe lângă „Brigada evreiască” palestiniană care a luptat pe frontul italian.
În anul 1946 s-a înrolat în Palmah, "unitățile de șoc" ale principalei organizații evreiești de apărare din Palestina, "Hagana",și a fost trimis în Europa ca activist al organizației „Mossad le'Aliya Bet”, răspunzătoare de facilitarea emigrației evreiești ilegale în Palestina, într-o vreme când Marea Britanie a pus grele obstacole acestei emigrări.
La finele anului 1947 el a fost arestat de autoritățile italiene și deținut vreme de două săptămâni.Rămănând la Roma, el a învățat în particular să piloteze avioane, cu sprijinul financiar al Mossad le Aliya Bet.
În mai 1948, luna proclamării Statului Israel, a fost trimis în Cehoslovacia pentru ca să-si însușească tehnica pilotajului avioanelor de luptă. În decembrie 1948 el a luat parte la operațiunea Valuta, când în împrejurările embargoului asupra vânzarii de arme, au fost aduse în secret avioane de tip Spitfire în Israel, aceasta când toată experiența sa de zbor pe astfel de avioane număra doar cinci ore. Abia în anul 1949 Mordechai Hod a terminat cursul de aviație în cea dintâi promoție de aviatori ai aviației militare israeliene, cunoscuta ulterior sub numele "Cursul Minus 2".
Hod a pilotat avioane de tip Spitfire și Messerschmitt, iar în anul 1950 a fost trimis în Marea Britanie la un curs de zbor pe avioane turboreactoare (Vampire, și Gloster Meteor), fiind cel dintâi aviator israelian care a urmat acest curs. În 1951 a devenit comandantul flotilei de aviație 101, prima flotilă de avioane de luptă a Israelului care era formata din avioane Mustang. În 1953 a fost numit cel dintâi comandant de flotila aviatica în cadrul aviației militare israeliene, cu sediul în baza de la Ramat David. 